# Johann Tondl
Johann Tondl (* 28. Mai 1789 in Brochendorf, heute Gemeinde Malta; † 24. Januar 1879 in Kleinhattenberg, heute Gemeinde Malta) war ein österreichischer Landwirt und Politiker.

## Leben
Tondl war der Sohn des Landwirts und Besitzers der Staller-Hube Martin Tondl und dessen Ehefrau Maria geborene Koch. Er war römisch-katholischer Konfession und heiratete am 18. September 1811 Katharina Stainacher (* um 1779). Aus der Ehe ging eine Tochter hervor.
Er lebte als Landwirt und Besitzer der Staller-Hube. Vom 17. Juli 1848 bis zum 4. März 1849 war er Abgeordneter im Provisorischen Kärntner Landtag. 